# 千種街道
千種街道（千草街道、ちくさかいどう）は、かつて伊勢国の桑名方面から鈴鹿山脈の根の平峠と杉峠を越えて近江国愛知郡を結ぶ江戸時代までの街道。千種越え（千草越え）とも呼ばれた。 

## 概要
三重県の桑名方面から行くと現在の三重郡菰野町の千種から根の平峠と水晶谷を渡り雨乞山の北部の杉峠を越えて滋賀県東近江市甲津畑町に至り、その先の如来で八風街道と一緒になり近江八幡や八日市方面に至る伊勢国と近江国を結ぶ道の一つであった。
中世期には、近江蒲生郡の四本商人による近江国と伊勢国桑名を結ぶ重要な商業ルートであり千種氏から峠越えの流通独占権を認められ、その見返りとして役銭を支払っていた記録がある。
近江側からすると、鈴鹿山脈を越えて伊勢湾側に至るルートの一つでもあり、軍事的にも政治的にも注目された道であった。なかでも織田信長が千種越えの際に杉谷善住坊に鉄砲で狙撃された事件や、浄土真宗の蓮如上人の隠遁縁起は有名である。
街道の途中には「善住坊の隠岩」、「蓮如上人の旧跡」等が残っている。